# Keita (Familienname)
Keita oder Keïta ist ein westafrikanischer Familienname.

## Namensträger

### A
- Abdoul Aziz Keita (* 1989), guineischer Fußballspieler
- Abdoulaye Keita (1954–2019), guineischer Fußballspieler
- Abdoulaye Kouma Keita (* 1978), senegalesischer Fußballspieler
- Abdul Kader Keïta (* 1981), ivorischer Fußballspieler
- Aboubacar Keita (* 2000), US-amerikanisch-guineischer Fußballspieler
- Adama Keita (* 1990), malischer Fußballspieler
- Ahmadou Keita (* 1979), malischer Basketballspieler
- Alhassane Keita (Fußballspieler, 1983) (* 1983), guineischer Fußballspieler
- Alhassane Keita (Fußballspieler, 1992) (* 1992), guineischer Fußballspieler
- Alphousseyni Keita (* 1985), malischer Fußballspieler
- Alsény Keita (* 1983), liberianischer Fußballspieler
- Alsény Passy Keita (* 1978), guineischer Fußballspieler
- Aly Keita (Fußballspieler) (* 1986), schwedisch-guineischer Fußballspieler
- Aly Keïta (Musiker) (* 1969), ivorischer Balafonspieler
- Aoua Kéita (1912–1980), malische Aktivistin und Schriftstellerin

### B
- Baba Ibrahim Suma-Keita (1947–2020), sierra-leonischer Leichtathlet
- Bangali Keita (* 1993), guineischer Fußballspieler
- Bintou Keita (* 1958), guineische Diplomatin
- Boubacar Keita (* 1979), malischer Fußballspieler

### C
- Charly Keita (* 1999), ivorisch-französischer Fußballspieler
- Cheick Keita (Fußballspieler, 1996) (* 1996), malisch-französischer Fußballspieler
- Cheick Keita (Fußballspieler, 1999) (* 1999), malischer Fußballspieler
- Cheick Keita (Fußballspieler, 2003) (* 2003), französisch-malischer Fußballspieler

### D
- Daba Modibo Keïta (* 1981), malischer Taekwondoin
- Daniel Keita-Ruel (* 1989), deutsch-französischer Fußballspieler
- David Keita (* 1980), malischer Schwimmer
- Drissa Keita (* 1995), malischer Fußballspieler

### F
- Facinet Keita (* 1984), guineischer Judoka
- Fadel Keita (* 1977), ivorischer Fußballspieler
- Fanta Keita (Judoka) (1981–2006), senegalesische Judoka
- Fanta Keita (Handballspielerin) (* 1995), senegalesische Handballspielerin
- Fantamady Keita (* 1949), malischer Fußballspieler
- Fatou Keïta (* 1965), ivorische Schriftstellerin
- Fodéba Keïta (1921–1969), guineischer Schriftsteller, Dramaturg, Komponist und Politiker
- Francis Keita (* 1970), sierra-leonischer Sprinter

### H
- Habib Keïta (* 2002), malischer Fußballspieler

### I
- Ibrahim Boubacar Keïta (1945–2022), malischer Politiker
- Ibrahima Keita (* 2001), mauretanischer Fußballspieler
- Ibrahima Sory Keita (* 1994), senegalesischer Fußballspieler
- Ibraimo Keita (* 1989), são-toméischer Fußballspieler
- Idrissa Keita (* 1977), ivorischer Fußballspieler
- Ismaël Kéïta (* 1990), malischer Fußballspieler

### J
- Jean-Louis Keita (* 1975), guineischer Fußballspieler
- Jules Keita (* 1998), guineischer Fußballspieler

### K
- Kader Keïta (Fußballspieler, 2000) (* 2000), ivorischer Fußballspieler
- Karamoko Keita (* 1974), malischer Fußballspieler
- Karamokoba Keita (* 1994), guineischer Fußballspieler
- Karifala Keita (* 1994), guineischer Fußballspieler
- Karounga Keita (1941–2023), malischer Fußballspieler
- Koman Bily Keita (* 1989), malischer Fußballspieler

### L
- Ladji Keita (* 1983), senegalesischer Fußballspieler
- Lamine Keita (1933–2022), malischer Sportfunktionär

### M
- Madiou Keïta (* 2004), guineisch-französischer Fußballspieler
- Mahamadou Keita (* 1983), malischer Fußballschiedsrichter
- Makan Keita (* 1972), malischer Fußballspieler
- Makoura Keita (* 1994), guineische Sprinterin
- Mamadou Keita (Fußballspieler) (1947–2008), malischer Fußballspieler und -trainer
- Mamadou Keita (Judoka) (* 1981), malischer Judoka
- Mamadou Keïta (Fechter) (* 1984), senegalesischer Fechter
- Mamadou Aliou Kéïta (1952–2004), guineischer Fußballspieler
- Mamadouba Keita (* 1971), guineischer Fußballspieler
- Mamady Keïta (1950–2021), guineischer Musiker und Djembéfola-Künstler
- Mandela Keita (* 2002), belgischer Fußballspieler
- Margaret Keita, gambische Politikerin
- Mariam Keita (* 1982), malische Schwimmerin
- Mariama Keïta (1946–2018), nigrische Journalistin
- Modibo Keïta (1915–1977), malischer Politiker, Staatspräsident 1960 bis 1968
- Modibo Keïta (Politiker, 1942) (1942–2021), malischer Politiker
- Modibo Keïta (Politiker, 1953) (* 1953), malischer Bildungspolitiker
- Modibo Sounkalo Keita (* 1948), malischer Journalist und Schriftsteller
- Mohamed Keita (* 1980), guineischer Fußballtorhüter
- Mohammed Keita (* 1990), norwegischer Fußballspieler
- Morlik Keita (* 1994), liberianischer Fußballspieler
- Mouhamed Keita (* 1991), mauretanischer Fußballspieler

### N
- Naby Keïta (* 1995), guineischer Fußballspieler
- Naman Keïta (* 1978), französischer Leichtathlet
- Nantenin Keïta (* 1984), französisch-malische Athletin

### O
- Ousmane Keita (* 1994), malischer Fußballspieler

### P
- Petit Sory Keita (* 1944), guineischer Fußballspieler

### R
- Rahmatou Keïta (* 1957), nigrische Filmregisseurin, Journalistin und Autorin

### S
- Salif Keïta (Fußballspieler, 1946) (1946–2023), malischer Fußballspieler und -funktionär
- Salif Keïta (Musiker) (* 1949), malischer Musiker und Sänger
- Salif Keita (Fußballspieler, 1975) (* 1975), senegalesisch-belgischer Fußballspieler
- Salif Kéïta (Fußballspieler, 1990) (* 1990), zentralafrikanischer Fußballspieler
- Seedy Keita (* 1970), gambischer Politiker
- Sega Keita (* 1992), französischer Fußballspieler
- Sekou Keita (Fußballspieler, 1979) (* 1979), liberianischer Fußballspieler
- Sekou Keita (Fußballspieler, 1994) (* 1994), guineischer Fußballspieler
- Sekou Keita (Fußballspieler, 1997) (* 1997), guineischer Fußballspieler
- Seydou Keïta (Fotograf) (1923–2001), malischer Fotograf
- Seydou Keïta (Diplomat) (1934–1985), guineischer Diplomat
- Seydou Keita (Fußballspieler) (* 1980), malischer Fußballspieler
- Sidi Mohamed Keita (* 1990), malischer Fußballspieler
- Sidi Yaya Keita (* 1985), malischer Fußballspieler
- Souleymane Keita (* 1986), malischer Fußballspieler
- Sundiata Keïta (um 1190–1260), König von Mali

### T
- Tidjan Keita (* 1996), französischer Basketballspieler
- Tiécoro Keita (* 1994), malischer Fußballspieler

### Y
- Yakhouba Keita (* 1975), guineischer Fußballschiedsrichter

### T
- Zoumana Keita (* 2005), deutscher Fußballspieler